# Ludmila Caraman
Ludmila Caraman (născută Ninicu; n. 27 iulie 1985) este o fotbalistă din Republica Moldova care joacă pe post de fundaș la echipa Agarista CSF Anenii Noi din Divizia Națională Feminină și la echipa națională de fotbal feminin a Republicii Moldova.

## Carieră
Caraman a făcut parte din echipa națională a Moldovei în cadrul calificărilor pentru Campionatul Mondial de Fotbal Feminin 2019.
În mai 2020, Caraman era căpitanul naționalei feminine.